# Olympische Sommerspiele 1932/Rudern
Bei den X. Olympischen Spielen 1932 in Los Angeles wurden sieben Wettbewerbe im Rudern ausgetragen. Die Wettkämpfe fanden im für die Olympischen Spiele neu erbauten Long Beach Marine Stadium in Long Beach statt, der ersten künstlich angelegten Wettkampfstätte für Ruderwettbewerbe in den Vereinigten Staaten. Zwischen dem 9. und dem 13. August 1932 traten insgesamt 152 männliche Athleten aus 13 Nationen an.
Erfolgreichste Nation waren die gastgebenden Vereinigten Staaten, deren Sportler drei der sieben Wettbewerbe und darüber hinaus eine weitere Silbermedaille gewannen. Dahinter folgten die Briten mit zwei Goldmedaillen. Jeweils ein Olympiasieg gelang Booten aus Australien und dem Deutschen Reich.

## Bilanz

### Medaillenspiegel
| Platz | Land               | Gold | Silber | Bronze | Gesamt |
| ----- | ------------------ | ---- | ------ | ------ | ------ |
| 1     | Vereinigte Staaten | 3    | 1      | –      | 4      |
| 2     | Großbritannien     | 2    | –      | –      | 2      |
| 3     | Deutsches Reich    | 1    | 2      | –      | 3      |
| 4     | Australien         | 1    | –      | –      | 1      |
| 5     | Königreich Italien | –    | 2      | 1      | 3      |
| 6     | Polen              | –    | 1      | 2      | 3      |
| 7     | Neuseeland         | –    | 1      | –      | 1      |
| 8     | Kanada             | –    | –      | 2      | 2      |
| 9     | Frankreich         | –    | –      | 1      | 1      |
| 9     | Uruguay            | –    | –      | 1      | 1      |

### Medaillengewinner

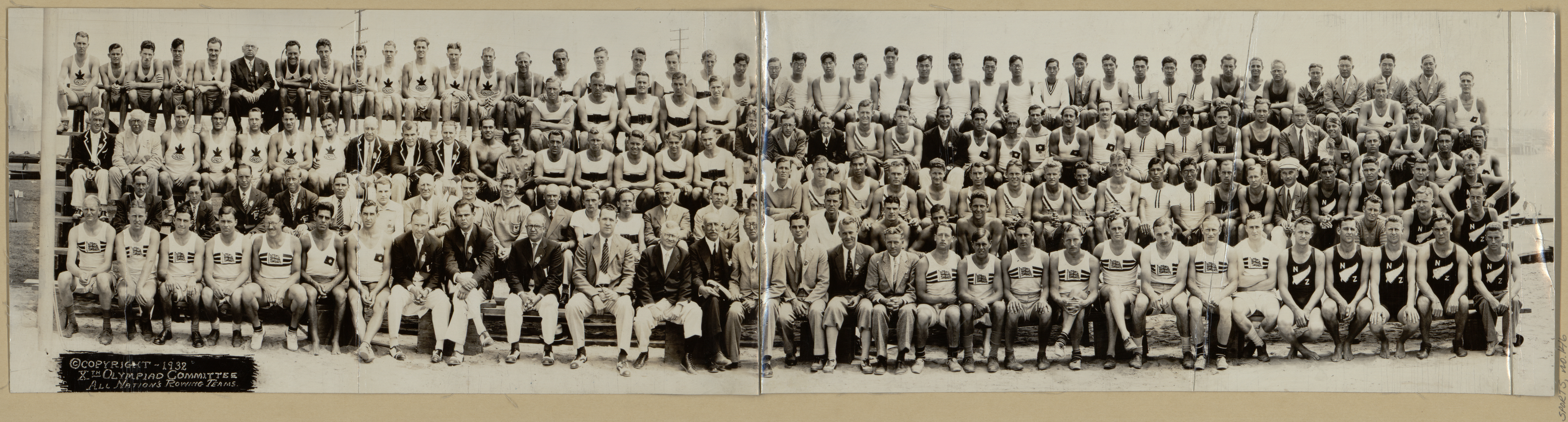
Alle Teilnehmer der olympischen Ruderregatta 1932.

| Konkurrenz             | Gold | Silber | Bronze |
| ---------------------- | --- | --- | --- |
| Einer                  | Henry Pearce | William Miller | Guillermo Douglas |
| Doppelzweier           | Vereinigte Staaten William Gilmore Kenneth Myers                                                                                                 | Deutsches Reich Herbert Buhtz Gerhard Boetzelen | Kanada Charles Edward Pratt Noël de Mille                                                                                           |
| Zweier ohne Steuermann | Großbritannien Lewis Clive Hugh Edwards | Neuseeland Cyril Stiles Frederick Thompson | Polen Henryk Budziński Jan Krenz-Mikołajczak                                                                                        |
| Zweier mit Steuermann  | Vereinigte Staaten Joseph Schauers Charles Kieffer Edward Jennings                                                                               | Polen Jerzy Braun Janusz Ślązak Jerzy Skolimowski | Frankreich Anselme Brusa André Giriat Pierre Brunet                                                                                 |
| Vierer ohne Steuermann | Großbritannien John Badcock Hugh Edwards Jack Beresford Rowland George                                                                           | Deutsches Reich Karl Aletter Ernst Gaber Walter Flinsch Hans Maier                                                                                             | Königreich Italien Antonio Ghiardello Francesco Cossu Giliante D’Este Antonio Garzoni Provenzani                                    |
| Vierer mit Steuermann  | Deutsches Reich Hans Eller Horst Hoeck Walter Meyer Joachim Spremberg Carlheinz Neumann                                                          | Königreich Italien Bruno Vattovaz Giovanni Plazzer Riccardo Divora Bruno Parovel Giovanni Scher                                                                | Polen Jerzy Braun Janusz Ślązak Stanisław Urban Edward Kobyliński Jerzy Skolimowski                                                 |
| Achter                 | Vereinigte Staaten Edwin Salisbury James Blair Duncan Gregg David Dunlap Burton Jastram Charles Chandler Harold Tower Winslow Hall Norris Graham | Königreich Italien Vittorio Cioni Mario Balleri Renato Bracci Dino Barsotti Roberto Vestrini Guglielmo Del Bimbo Enrico Garzelli Renato Barbieri Cesare Milani | Kanada Earl Eastwood Joseph Harris Stanley Stanyar Harry Fry Cedric Liddell William Thoburn Donald Boal Albert Taylor Les MacDonald |

## Ergebnisse

### Einer
| Platz | Land | Sportler          | Zeit (min)                |
| ----- | ---- | ----------------- | ------------------------- |
| 1     | AUS  | Henry Pearce      | 7:44,4                    |
| 2     | USA  | William Miller    | 7:45,2                    |
| 3     | URU  | Guillermo Douglas | 8:13,6                    |
| 4     | GBR  | Leslie Southwood  | 8:33,6                    |
| 5     | USA  | Joseph Wright     | 8:37,8 (im Hoffnungslauf) |

### Doppelzweier
| Platz | Land | Sportler                            | Zeit (min)                |
| ----- | ---- | ----------------------------------- | ------------------------- |
| 1     | USA  | William Gilmore Kenneth Myers       | 7:17,4                    |
| 2     | GER  | Herbert Buhtz Gerhard Boetzelen     | 7:22,8                    |
| 3     | CAN  | Charles Edward Pratt Noël de Mille  | 7:27,6                    |
| 4     | ITA  | Mario Moretti Orfeo Paroli          | 7:49,2                    |
| 5     | BRA  | Adamor Gonçalves Henrique Tomassini | 7:57,8 (im Hoffnungslauf) |

### Zweier ohne Steuermann
| Platz | Land | Sportler                               | Zeit (min)                |
| ----- | ---- | -------------------------------------- | ------------------------- |
| 1     | GBR  | Lewis Clive Hugh Edwards               | 8:00,0                    |
| 2     | NZL  | Cyril Stiles Frederick Thompson        | 8:02,4                    |
| 3     | POL  | Henryk Budziński Jan Krenz-Mikołajczak | 8:08,2                    |
| 4     | NED  | Godfried Roëll Pieter Roelofsen        | 8:08,4                    |
| 5     | FRA  | Fernand Vandernotte Marcel Vandernotte | 8:13,0 (im Hoffnungslauf) |
| 6     | USA  | Eugene Clark Thomas Clark              | 8:23,0 (im Hoffnungslauf) |

### Zweier mit Steuermann
| Platz | Land | Sportler                                               | Zeit (min) |
| ----- | ---- | ------------------------------------------------------ | ---------- |
| 1     | USA  | Joseph Schauers Charles Kieffer Edward Jennings (Stm.) | 8:25,8     |
| 2     | POL  | Jerzy Braun Janusz Ślązak Jerzy Skolimowski (Stm.)     | 8:31,2     |
| 3     | FRA  | Anselme Brusa André Giriat Pierre Brunet (Stm.)        | 8:41,2     |
| 4     | BRA  | Francisco de Bricio José Ramalho Estevam Strata (Stm.) | 8:53,2     |

### Vierer ohne Steuermann
| Platz | Land | Sportler                                                                      | Zeit (min)                |
| ----- | ---- | ----------------------------------------------------------------------------- | ------------------------- |
| 1     | GBR  | John Badcock Hugh Edwards Jack Beresford Rowland George                       | 6:58,2                    |
| 2     | GER  | Karl Aletter Ernst Gaber Walter Flinsch Hans Maier                            | 7:03,0                    |
| 3     | ITA  | Antonio Ghiardello Francesco Cossu Giliante D’Este Antonio Garzoni Provenzani | 7:04,0                    |
| 4     | USA  | Edgar Johnson George Mattson John McCosker Thomas Pierie                      | 7:14,2                    |
| 5     | CAN  | Frank Courtney Russell Gammon Fraser Herman Henry Pelham                      | 7:20,2 (im Hoffnungslauf) |

### Vierer mit Steuermann
| Platz | Land | Sportler                                                                                 | Zeit (min)                |
| ----- | ---- | ---------------------------------------------------------------------------------------- | ------------------------- |
| 1     | GER  | Hans Eller Horst Hoeck Walter Meyer Joachim Spremberg Carlheinz Neumann                  | 7:19,0                    |
| 2     | ITA  | Bruno Vattovaz Giovanni Plazzer Riccardo Divora Bruno Parovel Giovanni Scher             | 7:19,2                    |
| 3     | POL  | Jerzy Braun Janusz Ślązak Stanisław Urban Edward Kobyliński Jerzy Skolimowski            | 7:26,8                    |
| 4     | NZL  | Somers Cox Delmont Gullery Noel Pope Charles Saunders John Solomon                       | 7:32,4                    |
| 5     | USA  | Francis English Harry Grossmiller Charles Drueding Edward Marshall Thomas Mack           | 7:41,6 (im Hoffnungslauf) |
| 6     | JPN  | Rokurō Takahashi Norio Ban Umetaro Shibata Daikichi Suzuki Shokichi Nanba                | 7:47,0 (im Hoffnungslauf) |
| 7     | BRA  | João Francisco de Castro Américo Fernandes Durval Lima Osório Pereira Olivério Popovitch | 7:29,4 (im Vorlauf)       |

### Achter
| Platz | Land | Sportler | Zeit (min)                |
| ----- | ---- | --- | ------------------------- |
| 1     | USA  | Edwin Salisbury, James Blair, Duncan Gregg, David Dunlap, Burton Jastram, Charles Chandler, Harold Tower, Winslow Hall, Norris Graham (Stm.)                                | 6:37,6                    |
| 2     | ITA  | Vittorio Cioni, Mario Balleri, Renato Bracci, Dino Barsotti, Roberto Vestrini, Guglielmo Del Bimbo, Enrico Garzelli, Renato Barbieri, Cesare Milani (Stm.)                  | 6:37,8                    |
| 3     | CAN  | Earl Eastwood, Joseph Harris, Stanley Stanyar, Harry Fry, Cedric Liddell, William Thoburn, Donald Boal, Albert Taylor, Les MacDonald (Stm.)                                 | 6:40,4                    |
| 4     | GBR  | Tom Askwith, David Haig-Thomas, Lewis Luxton, Donald McCowen, Kenneth Payne, Harold Rickett, Bill Sambell, Charles Sergel, John Ranking (Stm.)                              | 6:40,8                    |
| 5     | NZL  | George Cooke, Lawrence Jackson, Jack Macdonald, Bert Sandos, Charles Saunders, John Solomon, Cyril Stiles, Rangi Thompson, Delmont Gullery (Stm.)                           | 6:52,2 (im Hoffnungslauf) |
| 6     | GER  | Karl Aletter, Fritz Bauer, Heinrich Bender, Walter Flinsch, Ernst Gaber, Hans-Wolfgang Heidland, Theodor Hüllinghoff, Hans Maier, Gerhard von Düsterlho, Fritz Bauer (Stm.) | 7:10,6 (im Hoffnungslauf) |
| 7     | JPN  | Yoshio Enomoto, Shigeo Fujiwara, Saburo Hara, Kenzo Ikeda, Setsuo Matsura, Taro Nishidono, Toshi Sano, Hidemitsu Tanaka, Setsuji Tanaka                                     | 7:22,6 (im Hoffnungslauf) |
| 8     | BRA  | Amaro da Cunha, Fernando de Abreu, José de Campos, Vasco de Carvalho, Joaquim Faria, José Mò, Osório Pereira, Cláudionor Provenzano, Antônio Rebello Júnior                 | 6:52,2 (im Vorlauf)       |